# Pierre Lambert

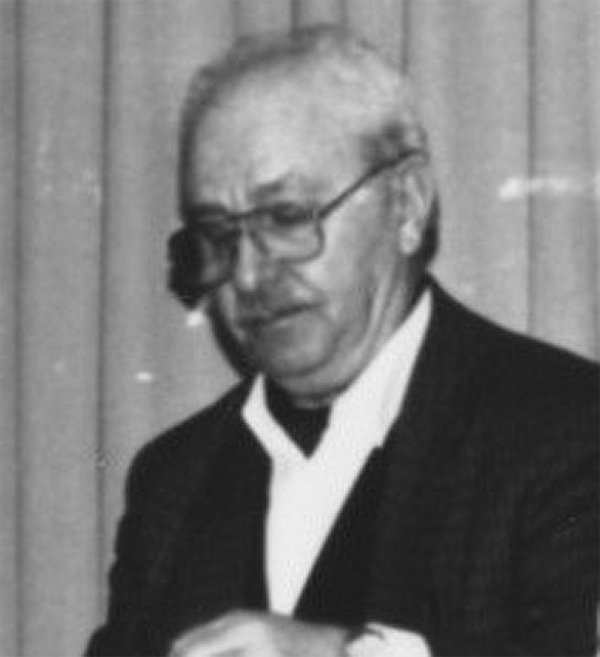
Pierre Lambert (1988)

Pierre Lambert (właśc. Pierre Boussel) (ur. 9 czerwca 1920 w Paryżu, zm. 16 stycznia 2008 w Paryżu) – francuski trockista, lider Międzynarodowej Organizacji Komunistycznej (Organisation Communiste Internationaliste).

## Wczesna działalność
Urodził się w rodzinie rosyjskich Żydów, którzy wyemigrowali do Francji. W 1934 r. dołączył do młodzieżówki Francuskiej Partii Komunistycznej, Młodych Komunistów, z której jednak został szybko wyrzucony za głośne wyrażanie wątpliwości dotyczących stalinizmu, którzy PCF w tym czasie popierała. W 1936 r. został zatem członkiem Porozumienia Młodych Socjalistów, związanego z Partią Socjalistyczną, w której również nie zagrzał zbyt długo miejsca. Postanowił zostać aktywistą związków zawodowych i zapisał się do Generalnej Konfederacji Pracy, gdzie ogromny wpływ na niego miał trockista Pierre Frank.

## II wojna światowa
Wraz z wybuchem II wojny światowej organizacje komunistyczne i trockistowskie zostały zdelegalizowane. Młody Pierre Boussel działał jednak dalej w podziemiu i 15 stycznia 1940 r. został razem z szesnastoma innymi aktywistami aresztowany za "propagowanie marksizmu, antymilitaryzmu i rewolucyjnego defetyzmu". Skazany na 13 miesięcy więzienia, zdołał uciec z transportu do miejsca odosobnienia i ponownie dołączyć do podziemnych grup trockistowskich. Zetknął się z kolei z jednym z liderów francuskiego trockizmu Henrym Molinierem, który usiłował – bez powodzenia – przekonać go do słuszności taktyki entryzmu, nawet w organizacjach niezwiązanych z lewicą. Lambert pozostawał zdecydowanym przeciwnikiem takiej strategii, sugerując, iż więcej warte są organizacje małe, za to wyłącznie trockistowskie. Kosztowało go to ponowne usunięcie ze struktur partii.
W grudniu 1943 r. znalazł się zatem w organizacji o nazwie Robotnicza Partia Internacjonalistyczna (POI) i na nowo działał na rzecz odbudowy ruchu związkowego. Zdecydowanie sprzeciwiał się udziałowi partii komunistycznej w ruchu oporu, budując swój program na zasadzie defetyzmu i bratania się z żołnierzami wroga. W 1944 r., mimo wcześniejszych sporów, miał swój udział w zjednoczeniu francuskiego trockizmu w organizacji o nazwie Partia Komunistów Internacjonalistów (PCI). Organizacja ta została sekcją IV Międzynarodówki, a Lambert był członkiem jej komitetu centralnego, specjalistą ds. problemów ruchu związkowego.

## Rozłam w Międzynarodówce
W 1947 r. Lamberta spotkał poważny cios: jako trockista został usunięty z Generalnej Konfederacji Pracy, kontrolowanej przez PCF pod pretekstem jego zainteresowania Jugosławią, jako potencjalną alternatywą wobec stalinizmu, nadal popieranego przez komunistów francuskich.
W 1953 r. razem z Marcelem Bleibtreu oraz Michelem Lequenne'em sprzeciwił się w imieniu PCI tezom Michela Pablo o zasadności stosowania entryzmu w partiach komunistycznych. Chociaż do tej pory rzadko udzielał się w kwestiach związanych z działalnością międzynarodową, tym razem stanowczo zaprotestował, uznając, iż działanie razem z komunistami będzie dla trockistów zabójcze. Wokół swojego stanowiska zdołał zgromadzić ponad połowę francuskiej sekcji (ok. 55%)., chociaż w odróżnieniu od innych działaczy nie pozostawił żadnych teoretycznych prac poświęconych wydarzeniom. Rozłam we francuskim trockizmie stał się faktem; obydwie konkurencyjne organizacje – drugą kierował dawny mentor Lamberta Pierre Frank – używały nazwy PCI. Sojusz Lamberta z Bleibtreu nie przetrwał jednak długo – już w 1954 roku Lambert pod błahym pretekstem doprowadził do jego usunięcia z organizacji i stał się jedynym liderem grupy, która przystąpiła do Międzynarodowego Komitetu IV Międzynarodówki.

## "Lambertyzm"
W 1958 r. organizacja Lamberta zaczęła wydawać ukazujący się po dziś dzień periodyk Informations ouvrières, zaś w 1961 r. Lambert przystąpił na nowo do centrali związkowej CGT-Force ouvrière, której członkiem pozostawał do śmierci. Jego organizacja, ściśle trzymająca się zasady całkowitej niezależności od innych podmiotów lewicowych, istotnie rozrosła się w latach 60. i przyjęła w 1965 r. nową nazwę Komunistycznej Organizacji Internacjonalistycznej, a następnie Partii Komunistycznej-Internacjonalistycznej. Liczyła wówczas ok. 7 tys. członków i należała do najsilniejszych grup utożsamiających się z trockizmem
W latach 50. Lambert zawarł sojusz z Socjalistyczną Partią Robotniczą z USA, a w 1963 roku z Socialistyczną Ligą Robotniczą Gerry Healy’ego. W 1981 roku Lambert wspólnie ze zwolennikami Nahuela Moreno utworzył Partyjny Komitet na rzecz Rekonstrukcji IV Międzynarodówki. Porozumienie nie przetrwało jednak długo z powodu poparcia Lamberta dla rządu François Mitterranda oraz różnic poglądowych w sprawie rewolucji kubańskiej. Jego zwolennicy utworzyli IV Międzynarodówkę – Międzynarodowe Centrum Rekonstrukcji.
Organizacja odnotowała kolejny wzrost popularności w czasie wydarzeń 1968 r., kiedy jednak nie odegrała większej roli w wydarzeniach, a nawet sama odżegnała się od roli masowego kierownictwa.
Od 1983 r. Lambert skłaniał się ku znalezieniu dla trockistów miejsca na klasycznej, parlamentarnej scenie politycznej, co przyczyniło się do nowych oskarżeń o reformizm. W 1992 r., po siedmioletnich przygotowaniach i dyskusjach, założył Partię Robotników, w której trockizm nie został uznany za ideologię obowiązującą, lecz jedynie za jeden z dopuszczalnych (acz w praktyce dominujący) nurt. Organizacja była aktywna w ruchu alterglobalistycznym, lecz już start Lamberta w wyborach prezydenckich (0,38% głosów w 1988 r.) wykazał, jak niewielkim w rzeczywistości lambertyzm cieszył się poparciem. Nieco korzystniej wypadły jego wyniki w wyborach do rad miejskich w 1991 r., kiedy partii udało się wprowadzić do samorządów lokalnych 21 kandydatów. Organizacja odnotowała jednak poważny odpływ kadr do Partii Socjalistycznej

## Krytyka
Pierre Lambert należał do wieloletnich przywódców światowego trockizmu, jednak przez swoich politycznych konkurentów z lewicy wielokrotnie oskarżany był o niechęć do konstruktywnej współpracy z innymi organizacjami ze szkodą dla całości ruchu. Na ogół pozytywnie oceniany jest jego udział w ruchu związkowym oraz sprzeciw wobec entryzmu sui generis, jednak późniejsza działalność i coraz mniejsze znaczenie polityczne jego organizacji spotyka się już z nieprzychylnym odbiorem na lewicy. Podkreśla się również nieumiejętność dostosowywania taktyki do warunków panujących we Francji, uporczywego trzymania się dogmatów mimo zmieniających się warunków